# Harley-Davidson V-Rod
La VRSC (V-Twin Racing Street Custom) è una gamma di motociclette stradali costruite dall'Harley-Davidson Motor Company dal settembre 2001 al settembre 2017. Prodotta nello stabilimento di Kansas City, è stata progettata in collaborazione con la Porsche, con particolare riferimento al motore.

## Propulsore e meccanica
Il propulsore, significativamente denominato 'Revolution', venne progettato in collaborazione con Porsche (di solito Harley-Davidson progetta al proprio interno i propulsori) e si caratterizza per alcune peculiarità non presenti sugli altri modelli: inizialmente con una cilindrata di 1.130 cm³, poi cresciuti a 1.250 cm³ (dal 2008), è un bicilindrico a V ad iniezione elettronica indiretta sequenziale; a differenza dei tradizionali motori HD, ha un angolo di inclinazione tra i cilindri di 60° (anziché 45°) ed è raffreddato a liquido anziché ad aria, perdendo quindi le caratteristiche alette di raffreddamento lungo i cilindri, che da sempre caratterizzano i propulsori americani. L'iniezione elettronica non è invece una prerogativa esclusiva della V-Rod, poiché sin dal 2007 Harley-Davidson ha abbandonato la classica alimentazione a carburatore sull'intera gamma.
Altre caratteristiche della V-Rod sono la distribuzione a doppio albero a camme in testa, anziché la tradizionale distribuzione ad aste e bilancieri, e l'utilizzo di teste a 4 valvole per cilindro, anziché 2, si tratta insomma di un propulsore progettato al 100% ex novo, senza alcun collegamento con la restante produzione HD: quest'ultimo venne infatti progettato con l'intenzione di produrre un'unità moderna, in grado di generare valori di potenza e coppia degni di una sportiva, nonché di raggiungere regimi di rotazione molto più elevati rispetto ai propulsori tradizionali (ovviamente a scapito dei consumi, sensibilmente superiori a quelli della restante gamma HD). 
Come su tutte le Harley-Davidson la trasmissione finale è a cinghia dentata in kevlar.

## Telaio
Come avviene anche su modelli sportivi non di produzione HD, il finto serbatoio contiene l'air box, necessario ad alimentare di aria fresca il motore, mentre il serbatoio del carburante in plastica è nascosto sotto la sella.
Il telaio a vista in acciaio, interamente prodotto dalla Harley-Davidson con un nuovo procedimento di saldatura e piegatura dei tubi (Idroforming), presenta una linea moderna ed è particolarmente robusto, al fine di sopportare le notevoli prestazioni erogate dal motore.
Altra particolarità di questo modello sono i cerchi in lega di alluminio (pieni o a razze) con coperture di tipo stradale (in particolare quella posteriore).
Particolarmente efficace l'impianto frenante, costituito da 3 dischi flottanti con pinze a 4 pistoni, adeguato quindi alle prestazioni della V-Rod.
La posizione di guida (pedane avanzate, sella e baricentro collocati in basso, ecc.) ricorda quella degli altri modelli della Casa americana, ma il comportamento su strada (per via di motore e telaio) risulta del tutto differente, garantendo angoli di piega superiori, frenata più efficace, tempi di percorrenza più brevi. Il lungo interasse ed il peso elevato rendono peraltro poco agevoli le manovre a bassa velocità.

## Mercato
Il successo commerciale di questa gamma di modelli, specialmente sul mercato europeo, è stato piuttosto limitato, essenzialmente a causa delle grandi differenze tecniche (soprattutto il raffreddamento a liquido), della particolare sonorità del motore e delle notevoli differenze estetiche rispetto ai modelli tradizionali, ritenute eccessive da gran parte della clientela H-D, notoriamente tradizionalista. Le scarse vendite hanno probabilmente portato la casa a cessarne la produzione nel 2017, con la gamma dei M.Y. 2018. 
Da notare che per un breve periodo (2005-2006) oltre alle versioni custom, è stata proposta anche una versione della V-Rod marcatamente sportiva e stradale, la Street Rod, che tuttavia non ha incontrato il favore del pubblico.